# Giancarlo Stanton
Giancarlo Cruz Michael Stanton (ur. 8 listopada 1989) – amerykański baseballista występujący na pozycji wyznaczonego pałkarza i prawozapolowego w New York Yankees.

## Przebieg kariery
Stanton został wybrany w 2007 roku w drugiej rundzie draftu przez Florida Marlins i początkowo występował w klubach farmerskich tego zespołu, między innymi w Jacksonville Suns, reprezentującym poziom Double-A. W Major League Baseball zadebiutował 8 czerwca 2010 w meczu przeciwko Philadelphia Phillies, w którym zaliczył trzy uderzenia i dwa RBI. 
W sezonie 2012 po raz pierwszy został wybrany do Meczu Gwiazd, jednak nie zagrał z powodu kontuzji prawego kolana (zastąpił go Bryce Harper z Washington Nationals), a także miał najlepszy w MLB slugging percentage (0,608). W marcu 2013 wystąpił wraz z reprezentacją Stanów Zjednoczonych na turnieju World Baseball Classic.
18 kwietnia 2014 w meczu międzyligowym z Seattle Mariners przy stanie 4–4 w drugiej połowie dziewiątej zmiany zdobył zwycięskiego grand slama. 11 września 2014 w spotkaniu z Milwaukee Brewers został trafiony piłką w głowę przez miotacza Mike'a Fiersa i po kilku minutach zniesiony na noszach z boiska i przewieziony do szpitala. W listopadzie 2014 podpisał nowy, rekordowy w amerykańskim sporcie zawodowym, trzynastoletni kontrakt wart 325 milionów dolarów.
14 sierpnia 2017 w meczu przeciwko San Francisco Giants ustanowił klubowy rekord, zdobywając 43. home runa w sezonie zasadniczym. Przed meczem numer 2 World Series otrzymał po raz drugi w swojej karierze nagrodę Hank Aaron Award dla najlepszego ofensywnego zawodnika w National League. W listopadzie 2017 został pierwszym w historii Marlins baseballistą, wybranym najbardziej wartościowym zawodnikiem sezonu zasadniczego.  
11 grudnia 2017 w ramach wymiany zawodników przeszedł do New York Yankees.

## Nagrody i wyróżnienia
| Nagroda/wyróżnienie     | Lata                   | Źródło      |
| MVP National League     | 2017                   | [ 13 ]      |
| 4× All-Star             | 2012, 2014, 2015, 2017 | [ 1 ] [ 4 ] |
| 2× Silver Slugger Award | 2014, 2017             | [ 1 ]       |
| Hank Aaron Award        | 2014, 2017             | [ 15 ]      |